# Carsten Thomassen
Carsten Thomassen (Grindsted, 22 de agosto de 1948) é um matemático dinamarquês.
Obteve um doutorado em 1976 na Universidade de Waterloo, orientado por Daniel Haven Younger, com a tese Paths and Cycles in Graphs.
Foi palestrante convidado do Congresso Internacional de Matemáticos em Quioto (1990: Graphs, random walks and electric networks).

## Obras
- com Bojan Mohar: Graphs on surfaces, Johns Hopkins University Press, 2001.